# Luis Trimano
Luis Trimano, natural de Buenos Aires (1943), é um artista gráfico que atuou nas áreas da ilustração, caricatura e gravura.
Realizou sua formação em ilustração e artes gráficas na capital Argentina até que em 1968 migrou para São Paulo, onde atuou como caricaturista e ilustrador nos principais jornais diários e veículos da imprensa alternativa paulista e carioca. Adotou o Rio como endereço desde 1974, dando prosseguimento as suas atividades nas páginas do Jornal do Brasil, O Globo, Última Hora, Tribuna da Imprensa, e Pasquim, entre outras publicações.
Trimano também criou capas de disco como por exemplo a Ilustração do disco 20 Anos de Rock do cantor de Raul Seixas e também criou cartazes de teatro. Colaborou nos principais jornais e revistas do País.

## Desenho e caricatura
Trimano viveu intensamente os duros anos de ditadura militar tanto no Brasil quanto na Argentina, seus trabalhos acabam por transparecer muito do seu pensamento político. 
A principal características do seu estilo gráfico era a combinação de desenho em nanquim e colagem. Seus retratos e caricaturas trabalham um misto de abstração e figuração sombria e muitas vezes agressiva. Neste aspecto Trimano diz ter sido influenciado pelo expressionismo alemão, violência de Francis Bacon (artista), entre outros.
Seu trabalho com caricatura influenciou um geração de brasileiros, entre eles Cássio Loredano, Lula, Paulo Cavalcante, Glauco Cruz, entre outros.

Luis Trimano procura no desenho:
"Expressão de qualidade visual apurada seja na caricatura, na ilustração temática, ou nos projetos pessoais referidos ao poema ilustrado. A valorização do conceito de uma ilustração autoral, de alto nível plástico e interpretativo dos temas abordados. Uma ilustração que reflita a opinião do artista e valorize o Oficio no aprimoramento da imagem, aprimoramento conceitual e técnico no manejo das diversas técnicas de desenho sobre papel, engajamento ideológico e liberdade de opinião." 